# Зуев, Дмитрий Петрович
Дми́трий Петро́вич Зу́ев (1854—1917) — русский генерал от инфантерии, военный агент в Австро-Венгрии, начальник Двинского военного округа.

## Биография
Родился в семье инженера-полковника, впоследствии — действительного тайного советника, Петра Павловича Зуева.
Окончил Пажеский корпус (1872), был выпущен прапорщиком в лейб-гвардии 1-ю артиллерийскую бригаду, в которой служил в течение 10 лет.
Чины: подпоручик гвардии (1874), поручик (1879), штабс-капитан (1881), капитан ГШ (1882), подполковник (1884), полковник (за отличие, 1888), генерал-лейтенант (за отличие, 1905), генерал-майор (за отличие, 1898), генерал от инфантерии (за отличие, 1911).
Участвовал в русско-турецкой войне 1877—1878 годов. Был награждён орденами Святой Анны 4-й ст. и Святого Станислава 3-й ст. с мечами и бантом.
В 1881 году окончил Николаевскую академию Генерального штаба (по 1-му разряду), был переведен в Генеральный штаб. Поступил офицером для поручений в штаб 1-го армейского корпуса. В том же году был направлен на учёбу за границу, во Францию и Италию. В 1882—1883 годах был старшим адъютантом штаба 1-й гвардейской пехотной дивизии.
Служил младшим делопроизводителем канцелярии военно-ученого комитета Главного Штаба (1883—1886). В 1886—1893 годах занимал должность военного агента в Австро-Венгрии. В 1893 году вернулся в канцелярию военно-ученого комитета Главного Штаба на должность старшего делопроизводителя.
В 1894—1895 годах отбывал цензовое командование батальоном в лейб-гвардии Егерском полку.
Занимал должность начальника штаба Отдельного корпуса жандармов (1896—1903). В 1903—1907 годах находился в распоряжении начальника Главного Штаба.
Командовал: 1-й пехотной дивизией (1907—1910), 25-м армейским (1910—1914) и 29-м армейским (1914—1915) корпусами. В сентябре 1915 года занял пост главного начальника Двинского военного округа.
После Февральской революции был отстранен от должности и зачислен в резерв чинов при штабе Петроградского военного округа.
Умер 4 (17) сентября 1917 года в Петрограде.

## Семья
Был женат, имел 4 детей: Александра (1872—1942?, Ленинград), Дмитрий (1890—1931), Пётр, Мария.

## Награды
- Орден Святой Анны 4-й ст. с надписью «За храбрость» (1878);
- Орден Святого Станислава 3-й ст. с мечами и бантом (1878);
- Орден Святой Анны 3-й ст. (1884);
- Орден Святого Станислава 2-й ст. (1887);
- Орден Святой Анны 2-й ст. (1891);
- Орден Святого Владимира 4-й ст. (1893);
- Орден Святого Владимира 3-й ст. (1895);
- Орден Святого Станислава 1-й ст. (1900);
- Орден Святой Анны 1-й ст. (1904);
- Орден Святого Владимира 2-й ст. (1907);
- Орден Белого Орла (1912);
- Орден Святого Александра Невского с мечами (18.03.1915) и бриллиантовыми знаками (01.05.1915).